# Катастрофа Fokker F27 под Кальяо
Катастрофа Fokker F27 под Кальяо — авиационная катастрофа, произошедшая в Перу вблизи города Кальяо (11 км от Лимы) 8 декабря 1987 года. Fokker F27, на борту которого находились игроки и тренерский состав футбольной команды «Альянса Лима», упал в Тихий океан при заходе на посадку. Из 43 человек на борту выжил только пилот.

## Самолёт
Самолёт Fokker F-27 Friendship 400M (регистрационный номер AE-560, серийный — 10548) совершил первый полёт в 1977 году. На момент катастрофы имел 5908 часов налёта. Самолёт принадлежал ВМС Перу и был зафрахтован перуанским футбольным клубом «Альянса Лима».

## Экипаж и пассажиры
На борту самолёта находились 37 пассажиров — 16 игроков футбольного клуба «Альянса Лима», члены тренерского штаба, футбольные чиновники, три арбитра и болельщики. Команда возвращалась домой после матча национального чемпионата. Среди жертв был главный тренер команды Маркос Кальдерон и вратарь сборной Перу Хосе Гонсалес Ганоса. Несмотря на потерю почти полного состава команды, клуб продолжил сезон при участии футболистов из юношеского состава, ветеранов клуба и футболистов из других команд. Спастись в катастрофе смогли только 5 игроков, выбывших из-за травм и исключённых тренером из игры.
На борту также находились 6 членов экипажа. Командиром воздушного судна был лейтенант ВМС Перу Эдильберто Вильяр, вторым пилотом — Сесар Моралес.

## Катастрофа
«Альянса Лима» победила команду «Депортиво Пукальпа» с минимальным счетом и вечером возвращалась в Лиму. Самолёт вылетел из Пукальпы в 18.30.
Полёт прошёл без происшествий. Во время захода на посадку в Лиме экипаж обнаружил проблемы с носовой стойкой шасси. Вильяр попросил Моралеса проконсультироваться с руководством по полётам для соблюдения надлежащей процедуры. Руководство было написано на английском языке, и, поскольку Моралес плохо владел иностранным языком, он неверно истолковал процедуру. Для того, чтобы решить проблему, КВС запросил помощи у диспетчерской вышки. Был совершен низкий облёт, чтобы позволить диспетчерской вышке проверить оборудование. Шасси оказалось в порядке, и самолёт стал готовиться к посадке. В темноте, примерно в 20:15 часов, Fokker F27, заходя на посадку, ударился крылом о воду, разрушился и затонул в 11,1 км к северо-западу от международного аэропорта имени Хорхе Чавеса в Кальяо.
В результате катастрофы выжили КВС и один пассажир — футболист Альфредо Томасини, получивший многочисленные травмы. Пилот и спортсмен плыли вместе в течение нескольких часов в неспокойных водах, однако Томасини утонул. Были также сообщения, что некоторые другие пассажиры также первоначально выжили при ударе, но скончались позднее в воде. Вильяр пробыл в воде более 11 часов, пока не был спасён.
По инструкции диспетчеры объявили режим ЧП сразу после исчезновения самолёта, но поисково-спасательные команды сразу отреагировать не смогли из-за проблем с квотами на топливо.
В течение последующих дней несколько тел и обломки самолёта были извлечены из моря.

## Расследование
Военно-морская авиационная комиссия Перу не допустила проведения частных расследований и начала собственное расследование катастрофы. Был составлен отчёт о катастрофе, но он не был обнародован. Это породило различные теории заговоров.
В 2006 году продюсеры, работающие над сюжетом для перуанской телевизионной программы La Ventana Discreta, обнаружили отчёт ВМС. В качестве факторов, способствующих аварии, следствие назвало отсутствие у пилота опыта ночных полётов, неправильные действия во время аварийной ситуации с шасси, вызванные плохим знанием английского языка, и техническая неисправность самолёта.
Согласно отчёту, датированному февралем 1988 года, лейтенант Вильяр провёл всего 5,3 часа ночных полётов за 90 дней, предшествовавших аварии, и не летал ночью по крайней мере за 30 дней до катастрофы. Второй пилот Сесар Моралес провёл только один час ночных полётов за 90 дней, предшествовавших аварии, и также не летал ночью по крайней мере 30 дней. Кроме того, журнал технического обслуживания F27, который был передан пилоту перед взлётом, показал ряд механических дефектов. Лейтенант Вильяр сначала отказался управлять самолетом из-за беспокойства о его состоянии.
Производитель Fokker также отметил, что лейтенант Вильяр провалил специальный курс подготовки, который мог бы предотвратить «его дезориентацию при работе под давлением», но получил разрешение на управление самолётом. Второй пилот Сесар Моралес не получил никакой лётной подготовки от Fokker.
В 2014 году вышел документальный фильм «F-27», повествующий о катастрофе.